# Akrania

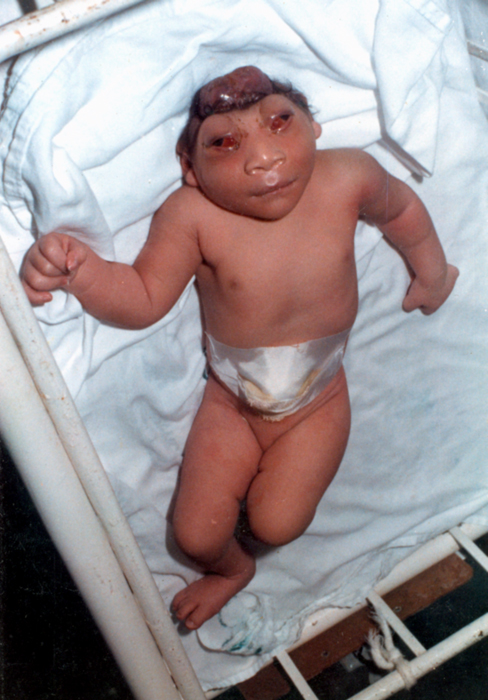
Dziecko z akranią oraz ancefalią

Akrania, bezczaszkowie – letalne zaburzenie rozwojowe polegające na niewykształceniu kości pokrywy czaszki. Występuje zazwyczaj razem z anencefalią (bezmózgowiem).